# Алфонс Лаверан
Шарл Луј Алфонс Лаверан (фр. Charles Louis Alphonse Laveran; Париз, 18. јун 1845 — Париз, 18. мај 1922) је био француски војни лекар војне болнице стациониране у Константину, граду на северу Алжир, који је 6. новембра 1880. први описао да је паразит из групе протозоа узрочник маларије, кога је претходно открио у крви непосредно након смрти болесника оболелог од маларије. За ово и друга открића из паразитологије Лаверан је добио Нобелову награду за физиологију или медицину 1907.

## Живот и дело
Алфонс Лаверан је рођен у Паризу 18. јуна 1845. Као и његов отац, он је прихватио каријеру војног лекара. Године 1874, у 29 години живота именован је за професор војне медицине и епидемиологије у војномедицинској школи Вал де Грас у Паризу. Обављајући праксу у овој установи, стекао је солидно знање из патолошке анатомије. У 34 години Лаверан је био аутор књиге "Расправа о војним болестима и епидемијама" и аутор 62 научне публикација.
Године 1878, Лаверан је своје службовање у војсци наставио у Алжиру (тада француској територији). Прво у војној болници у фр. Bône-у, затим у војној болници у Константину. Маларија је у то време била озбиљан проблем у француској војсци. Лаверан је неуморно и детаљно проучавао клиничке аспекте болести и патоанатомске промене које је маларија изазивала у организму оболелих, са циљем да идентификују узрочника болести.
По првим теоријама маларију је изазвао „лош ваздух“ (итал. "mala aria" - лош и ваздух) из мочвара. Међутим, након открића Луја Пастера да је већина инфективних болести изазвано микробима (бактеријама) ("теорија клице"), хипотеза о бактеријском пореклу маларије постала је све реалнија. Бројне студије, које су спроведене углавном у Италији, али и у Сједињеним државама, трагале су за инфективним агенсом у мочварном земљишту и откриле разне алге, водене протозое и бактерије као што је лат. Bacillus malariae који је откривен у Италији.
Лаверан је користио запажања из својих претходних патоанатомских истраживања, како би пронашао узрочника маларије. Проучавајући лезије у органима и крви у две веома различите клиничке ситуације, Лаверан је утврдио да је један „стални елемент“ у облику гранула присутан у црвеним крвним зрнцима крви. Учесталост јављања ових пигментисаних гранула била је различита од случаја до случаја. Након ових студија Лаверан је закључио да су пигментисане грануле присутне у крви специфичне само за маларију. Данима је стрпљиво обављао безбројне прегледе, свеже прикупљених узорака крви, без примене технике бојења микроскопских препарата (која тада још није била у примени).
И коначно, откриће узрочника маларије настало је у војној болници у Константину, у раним јутарњим сатима 6. новембра 1880, након испитивање крви пацијента који је био 15 дана фебрилан. Лаверан је то откриће овако описао;
"... на ивицама пигментисаних сферних телашца, виде се филиформни елементи који се крећу великом брзином, прелазећи на суседна црвена крвна зрнаца“. Игром случаја, али и захваљујући упорности и стрпљењу, он је видео флагелат мушког гаметоцита, фазе у животном циклусу развоја маларијског паразита који се обично јавља у желуцу једна врста тропског рода комараца Анофелес - (Anopheles). Покретљивост ових елемената је одмах убедила Лаверана да је открио агенс који изазива маларију и да је тај паразит протозоа. Након поновних посматрања ових покретних елемената, Лаверан је послао два извештаја Медицинској академији у Паризу, у новембру и децембру 1880. у којима је навео да се овај "Нови паразит налази у крви више пацијената оболелих од „Марш грознице“ - (фр. Marsh Fever)".
Лаверанова истраживања, у почетку су углавном наилазиле на непризнавање, нарочито међу италијанским лекарима, ученицима Луја Пастера (осим код Elie Metchnikoff), који су тврдили да је узрок маларије бактерија. Касније (1884), након његовог повратка у Војномедицинску школу Вал де Грејс (енгл. Val-de-Grâce School of Military Medicine), Лаверан је позвао Пастера да га посети и види под његовом микроскопом покретна тела протозоа. Пастер је одмах био убеђен (Роук, 1915). Тек између 1885—1890. теорија о паразитарном пореклу маларије је прихваћена. Након развоја методе бојења метилен плавом бојом (Ерлих, 1899), сумње више није било, и разне врсте паразита маларије су идентификоване.
Године 1884, Лаверан је напустио Алжир и вратио се у Вал де Грејс војномедицинску школу, где је био професор војне хигијене. Наставио је и даље своја истраживање маларије, како у Вал де Грејс болници тако и на простору јужне Француске и француском острву Корзици. Лаверен је у 1896. напустио војску и једно време је радио као волонтер у Пастеровом институту. Ту се посветио проучавању протозоа и инфекцијама животиња и људи (посебно проучавању трипанозомијазе).
За дугогодишњи рад Лаверену је додељена Нобелова награда за 1907, у знак признање за његова открића паразита маларије и његов укупни рад на проучавању протозоа као узрочника болести. Део прихода од награде Лаверан је поклонио Пастеровом заводу у Паризу за опремање лабораторије намењене изучавању тропских болести.
Лаверан је након смрти 18. маја 1922, сахрањен у (фр. Cimetière du Montparnasse) у Паризу.